# Мерджиненій-де-Жос
Мерджиненій-де-Жос (рум. Mărginenii de Jos) — село у повіті Прахова в Румунії. Входить до складу комуни Філіпештій-де-Тирг.
Село розташоване на відстані 63 км на північний захід від Бухареста, 21 км на захід від Плоєшті, 78 км на південь від Брашова.

## Населення
За даними перепису населення 2002 року у селі проживали 3259 осіб.
Національний склад населення села:
| Національність | Кількість осіб | Відсоток |
| -------------- | -------------- | -------- |
| румуни         | 1851           | 56,8%    |
| цигани         | 1407           | 43,2%    |

Рідною мовою назвали:
| Мова      | Кількість осіб | Відсоток |
| --------- | -------------- | -------- |
| румунська | 3065           | 94,0%    |
| циганська | 194            | 6,0%     |